# Arthur Williams (Musiker)
Arthur Williams ist ein  US-amerikanischer Jazztrompeter.
Williams spielte in den späten 1970er-Jahren in der New Yorker Free-Jazz-Szene u. a. in William Parkers Big Moon Ensemble, im Muntu Ensemble um Jemeel Moondoc, im Frank Lowe Orchestra und im Improvising Orchestra von Todd Capp. Unter eigenem Namen entstanden 1979 mit William Parker, Dennis Charles, Peter Kuhn und Toshinori Kondō in New York Rundfunk-Mitschnitte, die 2016 auf NoBusiness Records veröffentlicht wurden (Forgiveness Suite). Aus späteren Jahren liegen keine Aufnahmen Williams’ vor.
Arthur Williams ist nicht mit dem gleichnamigen Trompeter zu verwechseln, der in den 1920er- und 30er-Jahren in den USA und England u. a. mit Butterbeans and Susie, Al Bowlly, Billy Cotton und Billy Jones spielte.

## Diskographische Hinweise
- Ensemble Muntu: First Feeding (Muntu Records, 1977)
- The Frank Lowe Orchestra: Lowe and Behold (Musicworks, 1977)
- Peter Kuhn Quintet: Livin´ Right (Big City Records, 1979), mit William Parker, Dennis Charles, Toshinori Kondo
- Arthur Williams, Peter Kuhn, Toshinoro Kondo, William Parker, Dennis Charles: Forgiveness Suite (1978, ed. 2016)